# Рисовые люди
Рисовые люди (Рисовый народ) (кхмер. អ្នកស្រែ, Neak sre) — камбоджийская документальная драма режиссёра и сценариста Ритхи Паня. Это адаптация повести малайзийского автора Шахнона Ахмада, действие которой происходит в малайзийском штате Кедах. Рисовые люди — это история семьи из сельской глубинки в Камбодже после Красных Кхмеров, которая пытается вырастить урожай риса. Фильм был снят в камбоджийской деревне Камреанг, провинция Кандаль, расположенной на берегу Меконга, недалеко от Пномпеня. В фильме заняты как профессиональные артисты, так и простые люди.
Фильм дебютировал в главном состязании за Пальмовую ветвь Каннского фестиваля в 1994 году, и был номинирован на премию «Оскар» за лучший фильм на иностранном языке.

## Сюжет
В Камбодже, где семьи были разрушены в безумной попытке Красных Кхмеров превратить страну в аграрную утопию, звучит горькой иронией то, что люди потеряли связь с землёй. Для поколений детей рис не растёт на поле, а приезжает на грузовике ООН с гуманитарной помощью.
Именно в это смутное время камбоджийская семья пытается вырастить урожай риса. Отец, Пэу, обеспокоен тем, что семейный участок земли уменьшается, и что он не сможет вырастить достаточно риса.
Мать, Ом, беспокоится за мужа, и её самые худшие опасения сбываются, когда Пэу наступает на ядовитый шип, а после умирает от заражения.
Ом не может справиться с ролью главы семьи, и с непосильной работой на рисовом поле. Она всё чаще прибегает к алкоголю, и в конце концов оказывается в лечебнице с психическим расстройством.
Ответственность за урожай риса и за шестерых сестёр ложится на старшую из девочек, Сакха.

## Роли и исполнители
- Пенг Пхан в роли Ом
- Мом Сотх в роли Пэу
- Чхим Налине в роли Сакха

и другие